# Cantrainea globuloides
Cantrainea globuloides is een slakkensoort uit de familie van de Colloniidae. De wetenschappelijke naam van de soort is voor het eerst geldig gepubliceerd in 1896 door Dautzenberg & H. Fischer.